# Alfred Piccaver

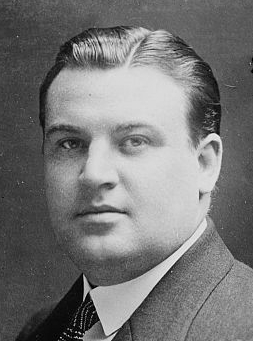
Alfred Piccaver

Alfred Piccaver (Long Sutton, Inglaterra, 5 de fevereiro de 1884 — Viena, Áustria, 23 de setembro de 1958) foi um tenor anglo-estadunidense, particularmente associado com a ópera La Bohème de Giacomo Puccini.

## Biografia
Alfred Piccaver nasceu dia 5 de Fevereiro de 1884 em Lincolnshire. Piccaver mudou-se com seus pais, aos dois anos de idade para os Estados Unidos e acabou se naturalizando estadunidense. Piccaver foi treinado como um engenheiro elétrico, entretanto ele demonstrava seu talento para o canto e em 1905 ele ingressou na Escola Metropolitana de Ópera, onde o diretor da escola, Heinrich Conried, ficou admirado com sua considerável habilidade vocal e em 1907 ele foi mandado para estudar em Praga, onde estudou com o famoso professor Ludmilla Prochazka-Neumann (1872 - 1954). Fez um contrato de três anos com o Teatro Alemão Landes em Praga, onde fez sua estréia profissional dia 9 de setembro de 1907 na ópera Merry Wives of Windsor de Otto Nicolai. Nos três anos seguintes ele cantou óperas de Flotow, Verdi, Wagner, Mozart, Puccini e Gounod. Esta variedade de óperas e estilo foi ótimo, pois em 1910, por causa de suas aclamadas apresentações em obras distintas, ele foi convidado a aparecer com a turnê da companhia de Mattia Battistini, que estava ocorrendo em Praga. Ele impressionou tanto Mattia Battistini que foi convidado a viajar com a companhia no próximo ano em Viena, onde a existiam companhias interessadas em Piccaver. Entretanto ele continuou a se apresentar com a companhia de Praga até terminar seu contrato, que encerrou-se dia 6 de Setembro de 1912, quando fez sua primeira performance com a Ópera Estatal de Viena, já como um membro permanente.
Piccaver tinha uma voz de tenor lírico, quente, harmonia, ágil com um estilo fino e uma dicção e legato excelentes. Depois das ótimas críticas britânicas e de adicionar uma qualidade baritonal à sua voz, ele ficou conhecido em Viena como o "Caruso de Praga". Seus papéis em Viena incluíram: Rodolfo de La Bohème (Puccini falou que ele era o Rodolfo ideal), Cavaradossi de Tosca (Puccini), Canio de Pagliacci (Ruggero Leoncavallo), Radamés de Aida (Verdi), Walther, Lensky e Florestan. Piccaver amou Viena e o estilo de vida dos vienenses, gostava tanto que quando o diretor do Metropolitan Opera de Nova Iorque, Giulio Gatti-Casazza, fez uma oferta lucrativa para ele aparecer como membro do Metropolitan ele recusou. Também nunca voltou atrás, pedindo para se apresentar no Met. Depois do fim da Primeira Guerra Mundial, sua carreira na Ópera Estatal de Viena foi interrompida, graças a aparições na Ópera Lírica de Chicago (em 1923, 1924 e 1925) e no Covent Garden em 1924 - o único ano em que ele apareceu nesta casa.
Em 1923, por razões nunca esclarecidas, Piccaver clamou para ser considerado um cidadão britânico, nacionalidade que foi intitulada a ele como resultado do seu aniversário; entretanto, Alfred Piccaver sempre foi considerado um estadunidense, até por ele mesmo. Dia 31 de Dezembro de 1931 seu contrato com a Ópera Estatal de Viena terminou, graças a desentendimentos com o valor de seu salário. Ele continuou a viver em Viena e fez muitas aparições em óperas na Áustria, mas com problemas políticos e civis, ele foi forçado a retornar para Grã-Bretanha em 1937. Em Londres fez muitas gravações e aparições em concertos. Depois de retornar para Viena, para a reabertura da Ópera Estatal de Viena em 1955, decidiu voltar para à Ópera. 
Ele morreu em sua cidade favorita dia 23 de Setembro de 1958. O governo austríaco deu a ele a honra de um funeral estatal. O corpo de Alfred foi enterrado em Viena.